# فرانچسکو روتلی
فرانچسکو روتلی (انگلیسی: Francesco Rutelli؛ زادهٔ ۱۴ ژوئن ۱۹۵۴) یک سیاست‌مدار اهل ایتالیا است. فرانچسکو روتلی روزنامه‌نگار و سیاستمدار سابق ایتالیایی است که از اکتبر ۲۰۱۶ رئیس انجمن ملی فیلم و صنعت سمعی و بصری ANICA است و برای دوره ۲۰۲۰–۲۰۲۲ مجدداً انتخاب شد. او نماینده قانونی MIA (بازار سمعی و بصری ایتالیا) است. او همچنین ریاست "Centro per un Futuro Sostenibile" (مرکز یک آینده پایدار - یک اتاق فکر دو حزبی در مورد تغییرات آب و هوا و مسائل زیست‌محیطی) را بر عهده دارد. او به مدت ۱۵ سال رئیس مشترک حزب دموکرات اروپا، یک حزب سیاسی میانه‌رو اروپا بود. او شهردار رم ۱۹۹۴–۲۰۰۱ و رئیس حزب میانه‌رو دموکراسی آزادی است – The Daisy 2002-2007 بوده‌است. او معاون نخست‌وزیر و وزیر فرهنگ و گردشگری در کابینه دوم نخست‌وزیر رومانو پرودی ۲۰۰۶–۲۰۰۸ بود. در حال حاضر او همچنین ریاست Incontro di Civiltà (جلسه تمدن‌ها) را بر عهده دارد.